# Gerichtsbezirk Sankt Gilgen
Der Gerichtsbezirk Sankt Gilgen war ein dem Bezirksgericht Sankt Gilgen unterstehender Gerichtsbezirk im Bundesland Salzburg. Der Gerichtsbezirk umfasste den südöstlichsten Teil des Bezirks Salzburg-Umgebung.

## Geschichte
Der Gerichtsbezirk Sankt Gilgen wurde gemeinsam mit 22 anderen Gerichtsbezirken in Salzburg durch einen Erlass des k.k. Oberlandesgerichtes Linz am 4. Juli 1850 geschaffen und umfasste ursprünglich die zehn Steuergemeinden Aigen, Gschwand, Gschwend, Oberburgau, Ried, St. Gilgen, Strobel, Unterburgau, Weissenbach und Winkel.
Der Gerichtsbezirk bildete im Zuge der Trennung der politischen von der judikativen Verwaltung
ab 1868 gemeinsam mit den Gerichtsbezirken Abtenau, Golling, Hallein, Mattsee, Neumarkt, Oberndorf, Salzburg und Thalgau den Bezirk Salzburg.
Durch Gemeindezusammenlegungen reduzierte sich die Zahl der Gemeinden bis zur zweiten Hälfte des 20. Jahrhunderts auf die drei Gemeinden Fuschl am See, Sankt Gilgen und Strobl. Der Gerichtsbezirk Sankt Gilgen wurde per 1. Jänner 2003 aufgelöst und das Gebiet dem Gerichtsbezirk Thalgau zugeschlagen.

## Gerichtssprengel
Der Gerichtssprengel von Sankt Gilgen umfasste mit den drei Gemeinden Fuschl am See, Sankt Gilgen und Strobl den südöstlichsten Teil des Bezirks Salzburg-Umgebung.